# Strongylurus decoratus
Strongylurus decoratus là một loài bọ cánh cứng trong họ Cerambycidae.